# Giro de Lombardía 1950
El Giro de Lombardía 1950 fue la 44.ª edición de la Giro de Lombardía. Esta carrera ciclista organizada por La Gazzetta dello Sport se disputó el 22 de octubre de 1950 con salida y llegada a Milán después de un recorrido de 222 km.
El italiano Renzo Soldani (Thomann-Riva sport) se llevó la prueba por delante de sus compatriotas Antonio Bevilacqua (Wilier-Triestina) y Fausto Coppi (Bianchi-Ursus).

## Clasificación general
| Posición | Ciclista           | Equipo             | Tiempo   |
| -------- | ------------------ | ------------------ | -------- |
| 1        | Renzo Soldani      | Thomann-Riva sport | 5h49'40" |
| 2        | Antonio Bevilacqua | Wilier-Triestina   | s.t.     |
| 3        | Fausto Coppi       | Bianchi-Ursus      | s.t.     |
| 4        | Donato Zampini     | Ganna              | s.t.     |
| 5        | Ferdi Kübler       | Tebag              | a 39"    |
| 6        | Oreste Conte       | Bianchi-Ursus      | s.t.     |
| 7        | Alfio Ferrari      | Frejus             | s.t.     |
| 8        | Giuseppe Minardi   | Legnano            | s.t.     |
| 9        | Virgilio Salimbeni | Legnano            | s.t.     |
| 10       | Angelo Conterno    | G.S. Covolo        | s.t.     |